# Manuel Alves da Silva Caldeira
Manuel Alves da Silva Caldeira, foi oficial que comandou o corpo dos Lanceiros Negros. Assim como  Teixeira Nunes , e Vicente Ferrer de Almeida, outros comandantes do corpo de lanceiros, foram ligados a Canguçu. Teixeira Nunes nasceu próximo à atual cidade de Canguçu. Caldeira era da região de Vila Freire mas viveu muitos anos na Florida em Canguçu] Vicente Ferrer de Almeida, natural de Lavras, e foi o primeiro funcionário público de Canguçu, por ocasião da instalação deste município, em 1857. Caldeira foi fundador do primeiro Clube Republicano de Canguçu, na Florida e Iguatemi em 1884, e representou Canguçu em histórico encontro de republicanos em Porto Alegre.
Este militar e cronista farrapo escreveu cartas-depoimentos consultados pelos historiadores Alfredo Varela, Alfredo Ferreira Rodrigues, Alcides Lima e a Piratinino de Almeida, que lhes permitiram resgatar expressivamente a memória do Decênio Heróico.